# Longman-féle csőröscet
A Longman-féle csőröscet (Indopacetus pacificus) az emlősök (Mammalia) osztályának párosujjú patások (Artiodactyla) rendjébe, ezen belül a csőröscetfélék (Ziphiidae) családjába tartozó faj.
Manapság nemének az egyetlen faja, azonban korábban a Mesoplodon cetnembe tartozott Mesoplodon pacificus név alatt.

## Előfordulása
A Longman-féle csőröscet előfordulási területe az Indiai- és a Csendes-óceánokra, illetve azok tengereire és öbleire korlátozódik. Az Indiai-óceánban Kelet-Afrika partjaitól Kelet-Mianmarig található meg. A Csendes-óceánban korábban úgy vélték, hogy inkább eme óceán nyugati felén, és abból is a melegebb részein fordul elő, azonban újabban észrevették Japán vizeiben és keleten a Kaliforniai-öbölben is; bár eme utóbbi helyen meglehet, hogy a Longman-féle csőröscet csak ritka kóborló. Ebből a fajból is, mint a legtöbb csőröscetből az észrevett példányok többsége elpusztult, partra vetett egyed volt.

## Megjelenése
Két partra vetett nőstény 6, illetve 6,5 méter hosszú volt; az előbbiben 1 méteres magzatot találtak. Feltételezések szerint ez a faj elérheti a 7-9 méteres hosszúságot is. A Longman-féle csőröscet testtömegéről még nem léteznek hivatalos adatok.

## Életmódja
Más csőröscettől eltérően ez a faj eléggé nagy csapatokban, 15-20 fősökben - akár 100 főst is megfigyeltek már - tartózkodik. Néha más cetekkel, például delfinfélékkel (Delphinidae), vagy akár hosszúszárnyú bálnákkal (Megaptera novaeangliae) is társul. Táplálékát a mélyben keresi, ahol 11-33 percig is lent ül, azonban egy megfigyelt egyed 45 percig is lemerült.

## Fordítás
- Ez a szócikk részben vagy egészben  a   Tropical bottlenose whale című angol Wikipédia-szócikk ezen változatának fordításán alapul.  Az eredeti cikk szerkesztőit annak laptörténete sorolja fel. Ez a jelzés csupán a megfogalmazás eredetét és a szerzői jogokat jelzi, nem szolgál a cikkben szereplő információk forrásmegjelöléseként.